# دیل ریور
دیل ریور (به انگلیسی: Dale River) رودخانه‌ای است که در استرالیا جریان دارد.